# 里奧廷托
里奧廷托是葡萄牙的一座城市，位於葡萄牙北部，隶属贡多马尔市镇。总面積9.38平方公里，总人口50 713人（2011年统计） 。“里奥廷托（Rio Tinto）”的葡萄牙语原意为“红河”。1995年，里奥廷托升格为市。